# Jeffrey Fortes
Jeffrey Fortes (ur. 22 marca 1989 w Rotterdamie) – kabowerdeński piłkarz grający na pozycji prawego obrońcy. Od 2012 jest piłkarzem klubu FC Dordrecht.

## Kariera piłkarska
Swoją karierę piłkarską Fortes rozpoczął w klubie FC Dordrecht. W 2008 roku awansował do pierwszego zespołu. 13 lutego 2009 zadebiutował w nim w Eerste divisie w wygranym 2:1 domowym meczu z AGOVV Apeldoorn. Latem 2009 przeszedł do FC Den Bosch, ale przez trzy lata nie zaliczył w nim ligowego debiutu.
Latem 2012 Fortes wrócił do FC Dordrecht. W sezonie 2013/2014 wywalczył z nim awans z Eerste divisie do Eredivisie. W sezonie 2014/2015 zajął z Dordrechtem ostatnie 18. miejsce w lidze i wrócił do Eerste divisie.
| Sezon   | Klub         | Kraj     | Rozgrywki      | Mecze | Gole |
| ------- | ------------ | -------- | -------------- | ----- | ---- |
| 2008/09 | FC Dordrecht | Holandia | Eerste divisie | 2     | 0    |
| 2009/10 | FC Den Bosch | Holandia | Eerste divisie | 0     | 0    |
| 2010/11 | FC Den Bosch | Holandia | Eerste divisie | 0     | 0    |
| 2011/12 | FC Den Bosch | Holandia | Eerste divisie | 0     | 0    |
| 2012/13 | FC Dordrecht | Holandia | Eerste divisie | 26    | 1    |
| 2013/14 | FC Dordrecht | Holandia | Eerste divisie | 34    | 4    |
| 2014/15 | FC Dordrecht | Holandia | Eredivisie     | 31    | 3    |
| 2015/16 | FC Dordrecht | Holandia | Eerste divisie |       |      |

## Kariera reprezentacyjna
W reprezentacji Republiki Zielonego Przylądka Fortes zadebiutował 15 października 2014 roku w wygranym 1:0 meczu kwalifikacjach do Pucharu Narodów Afryki 2015 z Mozambikiem. W 2015 roku został powołany do kadry na Puchar Narodów Afryki 2015. Był na nim rezerwowym i nie rozegrał żadnego meczu